# Filmfare Award du meilleur compositeur en tamoul
Le Filmfare Award du meilleur compositeur en tamoul est une récompense attribuée depuis 1990 par le magazine indien Filmfare dans le cadre des Filmfare Awards South annuels pour les films en tamoul (Kollywood), .
A. R. Rahman est le plus grand vainqueur avec 17 titres, dont 9 consécutifs entre 1992 et 2000. Il est suivi de Harris Jayaraj avec 5 titres.

## Nominations et Lauréats

### Années 1990
- 1990 S. A. Rajkumar pour Pudhu Vasantham [3]
- 1991 Ilaiyaraaja pour Thalapathi [4]
- 1992 A. R. Rahman pour Roja [5]
- 1993 A. R. Rahman pour Gentleman [6]
- 1994 A. R. Rahman pour Kadhalan [7]
- 1995 A. R. Rahman pour Bombay [8]
- 1996 A. R. Rahman pour Kadhal Desam [9],[10]
- 1997 A. R. Rahman pour Minsara Kanavu [11]
- 1998 A. R. Rahman pour Jeans [12]
- 1999 A. R. Rahman pour Mudalvan [13]

### Années 2000
- 2000 A. R. Rahman pour Alaipayuthey [14]

- 2001 Harris Jayaraj pour Minnale[15]
  - Ilayaraja - Kasi
  - S. A. Rajkumar - Aanandham

- 2002 Bharathwaj pour Gémini [16]

- 2003 Harris Jayaraj pour Kaakha Kaakha
  - A. R. Rahman - Boys
  - Vidhyasagar - Dhool
  - Ilayaraja - Pithamagan
  - Harris Jayaraj - Saamy

- 2004 Bharathwaj pour Autograph [17]

- 2005 Harris Jayaraj pour Anniyan [18]

- 2006 A. R. Rahman pour Sillunu Oru Kaadhal [19]

- 2007 A. R. Rahman pour Sivaji[20]
  - A. R. Rahman - Azhagiya Tamil Magan
  - Harris Jayaraj - Unnale Unnale
  - Vijay Antony - Naan Avanillai
  - Yuvan Shankar Raja - Paruthiveeran

- 2008 Harris Jayaraj - Vaaranam Aayiram
  - A. R. Rahman - Sakkarakatti
  - James Vasanthan - Subramaniyapuram
  - Vijay Antony - Kadhalil Vizhunthen
  - Yuvan Shankar Raja - Yaaradi Nee Mohini

- 2009 Harris Jayaraj - Ayan
  - Harris Jayaraj - Aadhavan
  - Vidyasagar - Kanden Kadhalai
  - Devi Sri Prasad - Villu
  - Devi Sri Prasad - Kanthaswamy

### Années 2010
- 2010 A. R. Rahman - Vinnaithaandi Varuvaayaa
  - A. R. Rahman - Enthiran
  - G. V. Prakash Kumar - Aayirathil Oruvan
  - G. V. Prakash Kumar - Madarasapattinam
  - Yuvan Shankar Raja - Naan Mahan Alla
  - Yuvan Shankar Raja - Paiyaa

- 2011 G. V. Prakash Kumar - Aadukalam
  - M Ghibran - Vaagai Sooda Vaa
  - Harris Jayaraj - Ko
  - Harris Jayaraj - 7aum Arivu
  - G. V. Prakash Kumar - Deiva Thirumagal

- 2012 D. Imman - Kumki
  - Anirudh Ravichander - 3
  - G. V. Prakash Kumar - Thandavam
  - Harris Jayaraj - Thuppakki
  - Ilaiyaraaja - Neethane En Ponvasantham

- 2013 - A. R. Rahman - Kadal
  - A. R. Rahman - Maryan
  - Anirudh Ravichander – Ethir Neechal
  - Anirudh Ravichander – Vanakkam Chennai
  - D. Imman - Varuthapadatha Valibar Sangam
  - G. V. Prakash Kumar – Paradesi

- 2014 - Anirudh Ravichander - Velaiyilla Pattathari
  - A. R. Rahman - Kaaviya Thalaivan
  - Anirudh Ravichander – Kaththi
  - Anirudh Ravichander – Maan Karate
  - Santhosh Narayanan – Madras

- 2015 - A. R. Rahman - I
  - A. R. Rahman – OK Kanmani
  - Anirudh Ravichander – Maari
  - Harris Jayaraj – Yennai Arindhaal
  - Anirudh Ravichander – Naanum Rowdy Dhaan

- 2016 - A. R. Rahman - Achcham Yenbadhu Madamaiyada
  - A. R. Rahman - 24
  - Anirudh Ravichander - Remo
  - G. V. Prakash Kumar - Theri
  - Harris Jayaraj - Iru Mugan
  - Santhosh Narayanan - Kabali

- 2017 - A. R. Rahman – Mersal
  - A. R. Rahman – Kaatru Veliyidai
  - Anirudh Ravichander – Velaikkaran
  - Anirudh Ravichander – Vivegam
  - D. Imman – Bogan